# John Mitchell Nuttall
John Mitchell Nuttall (21. června 1890 – 28. ledna 1958) byl anglický fyzik narozený v Todmordenu.
Spolupracoval s Johannem Geigerem na výzkumu radioaktivního rozpadu. Jejich práce vyústila ve formulaci Geigerova-Nuttallova zákona.